# Tramwaje w Płocku
Tramwaje w Płocku − niezrealizowany normalnotorowy system tramwajowy w Płocku, którego uruchomienie planowane było do roku 2013.
Pierwszym krokiem do realizacji systemu tramwajowego było rozpisanie przez należącą do miasta spółkę Inwestycje Miejskie sp. z o.o. przetargu na zaprojektowanie i wybudowanie linii tramwajowej o długości ok. 10,2 km wraz z zajezdnią tramwajową i przebudową jezdni oraz dostawą 10 sztuk pojazdów do obsługi połączenia. Termin składania ofert mijał 12 stycznia 2011 roku, ale przedłużono go do 15 lutego.
Na projektowanej linii o długości ok. 10,2 km, uwzględniono 19 przystanków. Planowana trasa tramwajowa przebiegać miała od ul. Harcerskiej, gdzie znajdować się miała zajezdnia, do Wojewódzkiego Szpitala Zespolonego przy ul. Medycznej. W drugiej kolejności zaplanowano drugą linię tramwajową, skierowaną do zakładu PKN Orlen jako odnogę pierwszej.
Przetarg na realizację tramwaju rozpisano w listopadzie 2010 roku, ale po przeprowadzeniu wyborów samorządowych w końcu listopada nowe władze zapowiedziały wycofanie się z realizacji inwestycji. Ostatecznie 17 stycznia 2011 roku przetarg na budowę linii unieważniono, motywując to wysokim kosztem budowy i utrzymywania komunikacji tramwajowej.